# Asia Tour 2019
El Asia Tour 2019 fue una gira del cantante Lauv desarrollada en Asia en el mes de mayo de 2019. La gira comenzó el 13 de mayo en Mumbai y finalizó el 30 de mayo en Tokio.

## Antecedentes
El 13 de noviembre de 2018, Lauv anunció a través de sus redes sociales que emprendería una nueva gira en Asia, la cual saldría a la venta el día siguiente.

## Fechas
| Fecha              | Ciudad    | País      | Recinto                |
| ------------------ | --------- | --------- | ---------------------- |
| Asia               |           |           |                        |
| 13 de mayo de 2019 | Mumbai    | India     | Famous Studios         |
| 15 de mayo de 2019 | Singapur  | Singapur  | Capitol Theatre        |
| 16 de mayo de 2019 | Singapur  | Singapur  | Capitol Theatre        |
| 18 de mayo de 2019 | Bangkok   | Tailandia | Moonstar Studio        |
| 20 de mayo de 2020 | Manila    | Filipinas | Smart Araneta Coliseum |
| 21 de mayo de 2020 | Cebú      | Filipinas | Waterfront Hotel       |
| 23 de mayo de 2020 | Hong Kong | Hong Kong | The Vine               |
| 24 de mayo de 2020 | Yakarta   | Indonesia | Tennis Indoor Stadium  |
| 28 de mayo de 2020 | Osaka     | Japón     | Big Cat                |
| 29 de mayo de 2020 | Nagoya    | Japón     | Club Quattro           |
| 30 de mayo de 2020 | Tokio     | Japón     | Blitz                  |